# Anastasia Tatalina
Anastasia Viktorovna Tatalina (en russe : Анастасия Викторовна Таталина), née le 20 septembre 2000 à Novossibirsk, est une skieuse acrobatique russe spécialiste du big air et du slopestyle. Elle remporte le titre mondial en big air en 2021.

## Carrière
En 2018, elle remporte le titre en big air aux championnats du monde junior à Cardrona en Nouvelle-Zélande puis l'argent aux Universiade l'année suivante.
Lors des Mondiaux 2021, elle devient championne du monde du big air avec 184,50 points devant sa compatriote Lana Prusakova (165,50 points) et la Chinoise Gu Ailing (161,50 points).